# Kung Xi av Zhou
Kung Xi av Zhou, var en kinesisk monark. Han var kung av Zhoudynastin 681–677 f.Kr.